# Ajtne
Ajtne (także Etna; gr. Αἴτνη Aitnē, łac. Aetna) – w mitologii greckiej nimfa sycylijska.
Uchodziła za córkę Uranosa i Gai albo, według starszych przekazów, sturękiego Ajgajona (Briareus). Niekiedy uważano ją za matkę Palików, których miała z Hefajstosem.
Pełniła rolę rozjemcy w sporze Hefajstosa i Demeter o prawo posiadania Sycylii (jako ziemi wulkanów i zboża).
Imieniem nimfy nazwano wulkan wznoszący się nad miastem Katania.